# Pallavolo ai Giochi dell'Estremo Oriente - Torneo maschile
Il torneo maschile di pallavolo ai Giochi dell'Estremo Oriente fu disputato in tutte le edizioni con una cadenza, inizialmente biennale, poi quadriennale durante i Giochi dell'Estremo Oriente. Venne introdotto nel 1913, anno in cui ebbero inizio i primi Giochi dell'Estremo Oriente.

## Edizioni
| Edizione      | Edizione      |  | Podio              | Podio              | Podio    |
| Anno          | Organizzatore |  | Campione           | Seconda            | Terza    |
| ------------- | ------------- |  | ------------------ | ------------------ | -------- |
| 1913 dettagli | Manila        |  | Filippine          | Repubblica di Cina | -        |
| 1915 dettagli | Shanghai      |  | Repubblica di Cina | Filippine          | -        |
| 1917 dettagli | Tokyo         |  | Repubblica di Cina | Filippine          | Giappone |
| 1919 dettagli | Manila        |  | Filippine          | Repubblica di Cina | -        |
| 1921 dettagli | Shanghai      |  | Repubblica di Cina | Filippine          | Giappone |
| 1923 dettagli | Osaka         |  | Filippine          | Repubblica di Cina | Giappone |
| 1925 dettagli | Manila        |  | Filippine          | Repubblica di Cina | Giappone |
| 1927 dettagli | Shanghai      |  | Repubblica di Cina | Filippine          | Giappone |
| 1930 dettagli | Tokyo         |  | Repubblica di Cina | Filippine          | Giappone |
| 1934 dettagli | Manila        |  | Filippine          | Repubblica di Cina | Giappone |

## Medagliere
| Pos. | Squadra            | 1º posto | 2º posto | 3º posto | Totale |
| ---- | ------------------ | -------- | -------- | -------- | ------ |
| 1    | Repubblica di Cina | 5        | 5        | -        | 10     |
| 1    | Filippine          | 5        | 5        | -        | 10     |
| 3    | Giappone           | -        | -        | 7        | 4      |